# Championnats du monde de marathon (canoë-kayak) 2003
Navigation
Championnats du monde de marathon 2002 Championnats du monde de marathon 2004
Les 11e championnats du monde de marathon en canoë-kayak de 2003 se sont tenus à Valladolid en Espagne du 27 au 28 septembre 2003, sous l'égide de la Fédération internationale de canoë.
La course a une distance de 36 kilomètres et 22 pour les juniors.

## Podiums

### Sénior

#### K1
| Rang               | Athlète       | Pays           | Temps              |
| ------------------ | ------------- | -------------- | ------------------ |
| Médaille d'or      | Hank McGregor | Afrique du Sud | 2 h 54 min 07 s 11 |
| Médaille d'argent  | Attila Jámbor | Hongrie        | 2 h 54 min 08 s 78 |
| Médaille de bronze | Anthony Stott | Afrique du Sud | 2 h 54 min 10 s 70 |

| Rang               | Athlète            | Pays        | Temps              |
| ------------------ | ------------------ | ----------- | ------------------ |
| Médaille d'or      | Renata Csay        | Hongrie     | 3 h 12 min 47 s 38 |
| Médaille d'argent  | Mara Santos Garcia | Espagne     | 3 h 18 min 49 s 35 |
| Médaille de bronze | Jenny Spencer      | Royaume-Uni | 3 h 18 min 55 s 87 |

#### K2
| Rang               | Athlète                               | Pays    | Temps              |
| ------------------ | ------------------------------------- | ------- | ------------------ |
| Médaille d'or      | Attila Jambor Istvan Salga            | Hongrie | 2 h 43 min 21 s 08 |
| Médaille d'argent  | Manuel Busto Fernandez Javier Hernanz | Espagne | 2 h 43 min 21 s 92 |
| Médaille de bronze | Santiago Guerrero Jorge Alonso        | Espagne | 2 h 43 min 23 s 26 |

| Rang               | Athlète                        | Pays     | Temps              |
| ------------------ | ------------------------------ | -------- | ------------------ |
| Médaille d'or      | Kornelia Szonda Renata Csay    | Hongrie  | 3 h 00 min 18 s 54 |
| Médaille d'argent  | Anne Lolk Thomsen Mette Barfod | Danemark | 3 h 02 min 54 s 54 |
| Médaille de bronze | Zsuzsanna Giczy Orsolya Harkai | Hongrie  | 3 h 06 min 43 s 08 |

#### C1
| Rang               | Athlète               | Pays     | Temps              |
| ------------------ | --------------------- | -------- | ------------------ |
| Médaille d'or      | Bertrand Hemonic      | France   | 3 h 22 min 06 s 26 |
| Médaille d'argent  | Pavel Bednár          | Tchéquie | 3 h 22 min 11 s 62 |
| Médaille de bronze | Lionel Dubois-Dunilac | France   | 3 h 22 min 34 s 67 |

#### C2
| Rang               | Athlète                        | Pays     | Temps              |
| ------------------ | ------------------------------ | -------- | ------------------ |
| Médaille d'or      | Edvin Csabai Attila Györe      | Hongrie  | 3 h 04 min 27 s 83 |
| Médaille d'argent  | Jose Alfredo Bea David Mascato | Espagne  | 3 h 04 min 50 s 80 |
| Médaille de bronze | Viktor Jirasky Jan Machac      | Tchéquie | 3 h 06 min 16 s 84 |

### Junior

#### K1
| Rang               | Athlète          | Pays           | Temps           |
| ------------------ | ---------------- | -------------- | --------------- |
| Médaille d'or      | Benjamin Brown   | Royaume-Uni    | 1 h 35 min 30 s |
| Médaille d'argent  | Simon Van Geysen | Afrique du Sud | 1 h 35 min 41 s |
| Médaille de bronze | Ivan Alonso      | Espagne        | 1 h 35 min 59 s |

| Rang               | Athlète         | Pays        | Temps           |
| ------------------ | --------------- | ----------- | --------------- |
| Médaille d'or      | Berenike Faldum | Hongrie     | 1 h 47 min 09 s |
| Médaille d'argent  | Tegan Fraser    | Australie   | 1 h 47 min 13 s |
| Médaille de bronze | Hayleigh Mason  | Royaume-Uni | 1 h 47 min 26 s |

#### K2
| Rang               | Athlète                         | Pays               | Temps           |
| ------------------ | ------------------------------- | ------------------ | --------------- |
| Médaille d'or      | Michael Dittrich Arne Lindstadt | Allemagne          | 1 h 28 min 17 s |
| Médaille d'argent  | Jan Kuzilek Petr Skala          | République tchèque | 1 h 28 min 35 s |
| Médaille de bronze | Filipe Duarte Hugo Silva        | Portugal           | 1 h 29 min 09 s |

| Rang               | Athlète                      | Pays    | Temps           |
| ------------------ | ---------------------------- | ------- | --------------- |
| Médaille d'or      | Diana Bartha Reka Abraham    | Hongrie | 1 h 39 min 20 s |
| Médaille d'argent  | Diana Jarczok Monika Pajak   | Pologne | 1 h 39 min 21 s |
| Médaille de bronze | Aniko Moldvai Katalin Pacsai | Hongrie | 1 h 39 min 37 s |

#### C1
| Rang               | Athlète          | Pays     | Temps           |
| ------------------ | ---------------- | -------- | --------------- |
| Médaille d'or      | Cristian Savoia  | Italie   | 1 h 46 min 21 s |
| Médaille d'argent  | Andreas Sudeikis | Lettonie | 1 h 47 min 11 s |
| Médaille de bronze | Fernando Busto   | Espagne  | 1 h 48 min 16 s |

## Tableau des médailles
| Rang  | Nation         | Or | Argent | Bronze | Total |
| ----- | -------------- | -- | ------ | ------ | ----- |
| 1     | Hongrie        | 4  | 1      | 1      | 6     |
| 2     | Afrique du Sud | 1  | 0      | 1      | 2     |
| -     | France         | 1  | 0      | 1      | 2     |
| 4     | Espagne        | 0  | 3      | 1      | 4     |
| 5     | Tchéquie       | 0  | 1      | 1      | 2     |
| 6     | Danemark       | 0  | 1      | 0      | 1     |
| 7     | Royaume-Uni    | 0  | 0      | 1      | 1     |
| Total | Total          | 6  | 6      | 6      | 18    |